# Горохова Галина Євгенівна
Галина Євгенівна Горохова (рос. Гали́на Евге́ньевна Горо́хова, нар. 31 серпня 1938, Москва, СРСР) — радянська фехтувальниця на рапірах, тририразова олімпійська чемпіонка (1960, 1968 та 1972), срібна (1964) та бронзова призерка (1972) Олімпійських ігор, дев'ятиразова чемпіонка світу. 

## Виступи на Олімпіадах
| Олімпіада   | Дисципліна           | Місце |
| ----------- | -------------------- | ----- |
| Рим 1960    | індивідуальна рапіра | 4     |
| Рим 1960    | командна рапіра      | 1     |
| Токіо 1964  | індивідуальна рапіра | 4     |
| Токіо 1964  | командна рапіра      | 2     |
| Мехіко 1968 | індивідуальна рапіра | 6     |
| Мехіко 1968 | командна рапіра      | 1     |
| Мюнхен 1972 | індивідуальна рапіра | 3     |
| Мюнхен 1972 | командна рапіра      | 1     |